# Campo (kommun i Spanien)
Campo är en kommun i Spanien.   Den ligger i provinsen Provincia de Huesca och regionen Aragonien, i den nordöstra delen av landet, 400 km nordost om huvudstaden Madrid. Antalet invånare är 330. Arean är 23,0 kvadratkilometer.
Terrängen i Campo är kuperad åt sydost, men åt nordväst är den bergig.